# باغ تجربی حامه
باغ تجربی حامه (به فرانسوی: Jardin d'Essai du Hamma) باغ گیاه‌شناسی و درختستانی در شهر اَلجَزیره، پایتخت کشور الجزایر است. حامه دارای وسعتی بالغ بر ۵۸ هکتار است. این باغ در دوران الجزایر فرانسه در سال ۱۸۳۲ میلادی و توسط فرانسوی‌ها ساخته‌شد.